# Мануель Лусена
Мануель Лусена (ісп. Manuel Lucena, нар. 18 листопада 1982, Гранада) — іспанський футболіст, що грав на позиції центрального захисника, зокрема за «Гранаду».

## Ігрова кар'єра
У дорослому футболі дебютував 2001 року виступами за команду «Аренас». Згодом у 2002–2005 роках грав за «Гранаду» та «Марино Луанко». 2005 року приєднався до друголігового «Спортінга» (Хіхон), в якому не заграв і, провівши лише три гри, команду залишив.
2006 року повернувся до «Гранади», на той час представника Сегунди Б. Був одним з основних центральних захисників команди у 2009—2011 роках. коли вона за два сезони здійснила ривок з третього до першого за силою іспанського дивізіону. Перед стартом у Ла-Лізі команда підсилилася і протягом 2011—2013 років Лусена вже був її резервним гравцем, проводячи по декілька матчів на рівні елітного дивізіону за сезон.
2013 року залишив команду з Гранади та приєднався до друголігового «Мірандеса», в якому і провів останній сезон своєї ігрової кар'єри.